# Carlisle (Massachusetts)
Carlisle és una població dels Estats Units a l'estat de Massachusetts. Segons el cens del 2007 tenia 4.882 habitants.

## Demografia
Segons el cens del 2000, Carlisle tenia 4.717 habitants, 1.618 habitatges, i 1.372 famílies. La densitat de població era de 118,6 habitants per km².
Dels 1.618 habitatges en un 46,4% hi vivien nens de menys de 18 anys, en un 78,6% hi vivien parelles casades, en un 4,7% dones solteres, i en un 15,2% no eren unitats familiars. En l'11,4% dels habitatges hi vivien persones soles el 4,9% de les quals corresponia a persones de 65 anys o més que vivien soles. El nombre mitjà de persones vivint en cada habitatge era de 2,92 i el nombre mitjà de persones que vivien en cada família era de 3,18.
Per edats la població es repartia de la següent manera: un 30,6% tenia menys de 18 anys, un 3,4% entre 18 i 24, un 23,3% entre 25 i 44, un 34,3% de 45 a 60 i un 8,4% 65 anys o més.
L'edat mediana era de 42 anys. Per cada 100 dones de 18 o més anys hi havia 96,4 homes.
La renda mediana per habitatge era de 129.811 $ i la renda mediana per família de 142.350$. Els homes tenien una renda mediana de 100.000 $ mentre que les dones 55.395$. La renda per capita de la població era de 59.559$. Entorn de l'1,5% de les famílies i el 2,4% de la població estaven per davall del llindar de pobresa.